# Louise Jannering
Louise Jannering, född 8 juli 1997, är en svensk paracyklist som tävlar för Sigtuna Märsta Arlanda Cykelklubb. Hon tävlar i klassen WB, och deltar i såväl tempolopp som linjelopp. Jannering är blind och behöver hjälp av en seende, en så kallad pilot, när hon cyklar.

## Karriär
Vid paralympics 2020 i Tokyo tog Jannering två bronsmedaljer, ett i tempo och ett i linje, tillsammans med dåvarande piloten Anna Svärdström. Vid paralympics 2024 tävlar hon med en ny pilot, Catrin Nilsson.